# 扬·帕劳什
扬·帕劳什（捷克語：Jan Palouš，1888年10月25日—1971年9月25日），捷克男子冰球运动员。他曾代表捷克斯洛伐克参加1920年夏季奥林匹克运动会冰球比赛，获得一枚铜牌。他也曾参加1924年冬季奥林匹克运动会。